# 위키하우
위키하우(wikiHow)는 위키로 만들어진, 방대하고 다양한 기술의 매뉴얼을 제공하는 커뮤니티 사이트이다. 위키하우의 목표는 세계에서 가장 크고 질 좋은 매뉴얼 제공처가 되는 것이다. 사이트는 기존에 존재했던 eHow에서 출발하여 현재 138,000개 이상의 문서를 가지고 있다. 2012년 1월 기준으로, 위키하우는 200여개 국가의 3550만 명의 이용자가 방문하였으며, 그 달 총 방문 수는 4400만 번 이상이었다.
사이트의 문서들은 모두 크리에이티브 커먼즈 (by-nc-sa) 하에 작성되었으며 오픈 소스 프로그램인 미디어위키 1.12 개정판을 사용하고 있다.

## 역사
2005년 1월 15일 eHow의 운영자 잭 헤릭과 조시 한나는 위키하우를 열었다. eHow에도 이미 수천 개의 기술 매뉴얼이 저장되어 있었으나 위키하우는 이용자들의 투고를 받으면서 좀 더 크고 나은 사이트가 되기를 고대하였다. 2006년 4월 28일, eHow는 디맨드 미디어 (Demand Media)에 매각되었으며 위키하우는 독립 사이트로서 오픈하였다.
2009년 1월 28일에는 5만 번째 문서가 올라왔다. 그해 3월 11일 문서의 수는 10만 개가 되었다. 2012년 8월 기준으로 위키하우에 가입한 이용자 수는 507,301명이었다. 이용자 중 105명이 관리자이다.
2012년 8월 기준으로 페이지 편집 수는 8,706,270번, 문서 수는 토막글과 특수 문서를 포함하여 총 2,009,064개이며, 조회수는 1,216,891,759번이다.

## 내용과 문서 형태

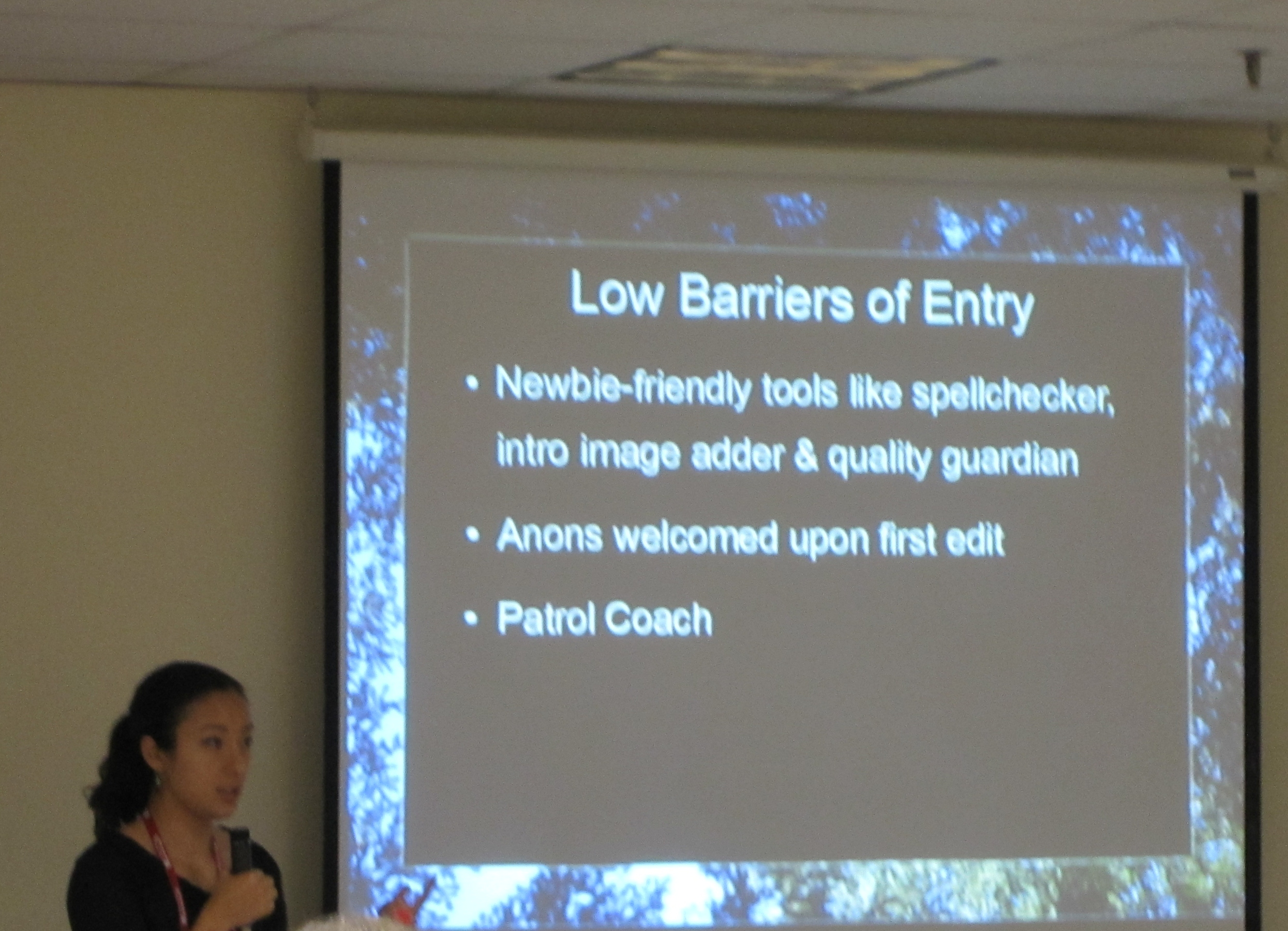
2012년 열린 위키하우 여성 대상 워크샵

위키하우는 위키 사이트로, 누구나 수정할 수 있다. 위키하우는 오픈 소스 소프트웨어를 이용하며 문서들은 공개 라이선스를 사용하여 무료로 이용이 가능하다.
위키하우에 방문하는 사람이면 누구든 새로운 페이지를 만들어 무언가를 ‘하는 법’에 대해 적을 수 있다. 위키하우에 올라가는 문서는 특정한 포맷, 즉 요약 – 재료 – 단계별 설명 – 팁, 경고 - 주석 등의 문서 순서를 따라야한다. 특정 내용을 강조하기 위해 사진을 추가할 수 있다. 일단 올려진 문서는 다른 임의의 사용자가 수정하거나 개선할 수 있다. 위키하우에 가입된 사람과 가입하지 않은 익명의 사용자가 함께 사이트에서 제공하는 정보의 질을 높이기 위해 노력하고 있다.

### 삭제 정책
위키하우의 삭제 정책에 따르면 홍보성 문서, 부정확한 문서나 장난성 문서, 반감 및 인종차별주의자를 불러일으키는 문서, 어떤 이유에서든 개인으로서는 불가능한 지시 사항이 담긴 문서, 저작권 침해 문서, 부도덕적인 내용이 담긴 (예를 들어 마약 사용 관련) 문서, 극도로 위험한 지시 사항이 담긴 문서, 정치적 발언이 포함된 문서 등은 업로드가 금지된다.

## 비즈니스 모델
처음 사이트 오픈 시의 비용은 eHow에서 헤릭이 낸 수익을 사용하였다. 현재는 광고주 모집을 통해 기금을 마련하고 있다. 모금은 이용자들에게 성가실 것이라는 이유로 따로 하지 않으며, 운영 단체는 “영리적 단체이나 대중들의 권익을 우선하는” 혼합적인 성격을 띄고 있다.

### 라이선스
위키하우의 문서들은 크리에이티브 커먼즈 저작자 표시-비영리-동일조건 변경 허락 (by-nc-sa) 하에 배포된다. 문서 제작자는 해당 문서에 대한 저작권을 소유하며 다른 라이선스로 다른 곳에서 동일 문서를 배포해도 된다.

### 선택 광고
위키하우의 큰 특징 중 하나는 이용자들이 웹사이트에서 제공되는 광고를 끌 수 있다는 점이다. 사이트에는 “광고 숨기기” (hide ads) 버튼이 있어 이걸 누르면 24시간 동안 모든 사이트 내 광고가 차단된다. 가입 사용자들은 로그인을 하면 외부 비디오 제공자의 광고가 아닌 이상 광고가 보이지 않는다.

## 비판
크리에이티브 커먼즈 라이선스가 적용되기 전까지, 위키하우는 문서 기고를 받아 자신들의 이익을 챙기려 한다는 비판을 받아왔다. 또 문서 작성자들이 비전문가란 점을 들어 문서의 신뢰성에 관해서도 논란이 되었으며, 일부 문서는 필요성이 적다는 점에서 (예: “다크 초콜렛을 맛보는 법”) 비판을 받았다.
위키하우의 크기가 점점 커지면서 언론도 관심을 보이기 시작했다. 저널 프로비던스 (Providence)의 칼럼니스트 마크 패틴킨은 2009년 말 위키하우를 소재로, 다양한 주제의 흥미로운 글을 많이 찾았다는 글을 기고하였다. 그러면서도 그는 다음과 같이 지적하였다:
”외발자전거 타는 법” 같은 문서는 조금 위험했다. 한편으로는 “Easeus Partition Manager를 이용해 파티션 사이즈를 바꾸는 법” 같은 당황스러운 제목을 단 문서도 있었다. “깔끔해지는 법” 같은 문서는 너무 길었다. “씨몽키 키우는 법” 같은 문서는 너무 애매했고, “관악기로 글리산도 연주하는 법” 같은 문서는 너무 어려웠다. 한편 “뱀을 요리하는 법” 같은, 전혀 알고 싶지 않았던 내용에 관한 문서도 있었다. 어떤 것, 예를 들면 “고양이 변비를 치료하는 법”은 좀 메스꺼웠다. 맥빠지게 하는 문서도 있었다: “도서관 책을 찾는 법”. 정말 요즘 사람들은 모르는 걸까?

### 참고 문헌
- Glasner, Joanna (2005년 6월 8일). “Wiki Targets How-To Buffs”. 《Wired News》 (Condé Nast Publications). 2008년 5월 20일에 확인함.
- Levine, Robert (2006년 9월 4일). “New Web Sites Seeking Profit in Wiki Model”. 《The New York Times》. 2008년 5월 20일에 확인함.
- “wikiHow：集體版生活智慧王(上)”. 《ZDNet》 (중국어). 2007년 8월 22일. 2008년 5월 21일에 원본 문서에서 보존된 문서. 2008년 5월 20일에 확인함.